# Профессиональный спорт
Профессиона́льный спорт, или зре́лищно-комме́рческий спорт — спортивно-предпринимательская деятельность, которая за счёт высокой зрелищности состязаний даёт коммерческую выгоду спортивным организациям (лигам, командам и т. д.),  а также для телевидения, Интернета и для собственно спортсменов. Это позволяет спортсменам заниматься спортом и ничем другим, совершенствуя свои навыки и сохраняя спортивную форму.
В широком смысле профессиональный спорт — любой спорт с полной занятостью. Например, согласно Федеральному закону от 04.12.2007 N 329-ФЗ (ред. от 25.12.2012) «О физической культуре и спорте в Российской Федерации», «…11) профессиональный спорт — часть спорта, направленная на организацию и проведение спортивных соревнований, за участие в которых и подготовку к которым в качестве своей основной деятельности спортсмены получают вознаграждение от организаторов таких соревнований и (или) заработную плату…»

NHL - крупнейшая в мире профессиональная федерация по Хоккею с шайбой.

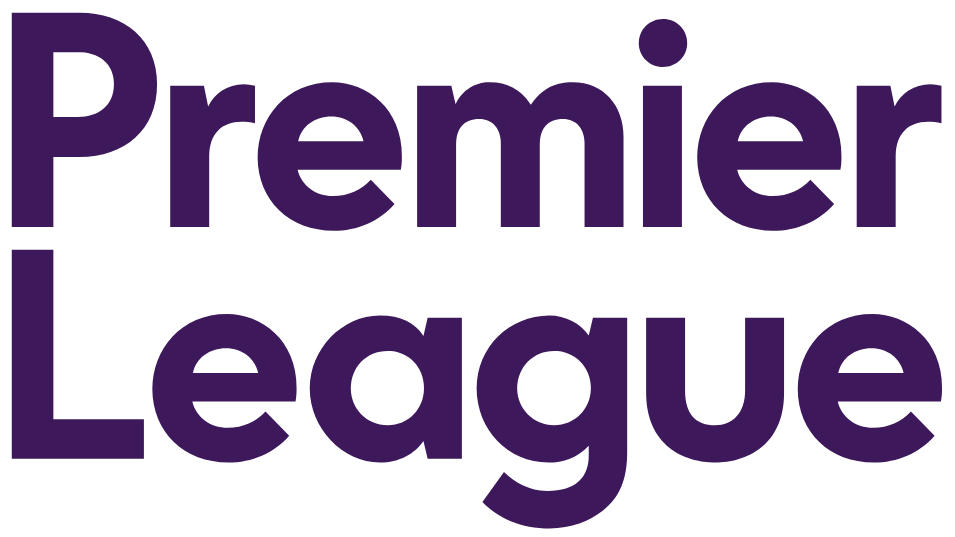
Английская Премьер-лига - одна из самых высокооплачиваемых в мире лиг по Футболу.

Профессиональный спорт существует одновременно с любительским спортом (некоммерческим), спортсмены-профессионалы, как правило, не допускаются к участию в любительских соревнованиях.

## Коммерческая сторона профессионального спорта
К концу XX века выделилось три категории спорта:
массовый (физкультура),
спорт высших достижений (олимпийский) и
профессиональный.
В отличие от остальных двух категорий, главный показатель успешности профессионального спорта — коммерческая выгода..
Так, на 2008 год средняя зарплата футболиста Английской Премьер-лиги составляла 1,2 млн фунтов; столь высокие расходы на спортсменов, тренеров и обслуживающий персонал в профессиональном спорте компенсируются из разных источников:
- средства владельцев и спонсоров;
- продажа билетов;
- продажа прав на трансляцию;
- доходы от аренды спортивных сооружений;
- продажа сувениров — так называемой «символики»;
- реклама на стадионе и спортивной форме;
- поступления из центральных фондов лиг;
- инвестирование свободных денег;
- трансферы спортсменов.

По большинству из этих статей дохода спортивная команда — фактически монополист.
Характерные признаки профессионального спорта — трансферы (переходы спортсмена из команды в команду, обычно за деньги) и драфты (отборы спортсменов из любительских команд).
Профессиональному спорту присуща положительная обратная связь: если команда много выигрывает, она становится коммерчески успешной, это даёт ей возможность покупать более умелых спортсменов и т. д. Но подобные условия вымывают из лиги аутсайдеров, а интрига матчей пропадает, что чревато развалом всей лиги. Поэтому спортивная федерация часто устанавливает дополнительные правила, не дающие богатым командам беспредельно раздувать бюджеты.

## Социальное значение профессионального спорта
Выделяют три социальные функции спорта:
выход отрицательных эмоций,
модель для подражания
и ритуал (набор шаблонных действий, будь это ходить после работы в спортзал или на выходных на стадион).
Эти функции обострились с профессионализацией спорта: матчи стали зрелищнее, спортсмены постоянно на виду у прессы, а профессиональных лиг и команд не так много.
Существует вера, что спорт воспитывает в человеке только самые лучшие моральные качества. В некоторой мере это так — спортсмену нужны хорошая физическая форма, умение быстро принимать решение, командная игра и многое другое. Впрочем, многие спортсмены учатся «грамотно» нарушать правила, пренебрегать нормами поведения и т. д. Особенно это распространено в профессиональном спорте. По утверждению социологов[каких?], спорт является зеркалом действительного уклада жизни: если в обществе распространены грубость и насилие, это же будет и в спорте. Если политики и бизнесмены стремятся к победе любой ценой, в спорте будут допинг, «подковёрные игры» и подкупы.

## Связь с другими видами спортивной деятельности
Профессиональный спорт похож на спорт высших достижений (олимпийский): их сближает затратность и полная занятость спортсмена. Хотя спортивная гимнастика, фигурное катание, лёгкая атлетика и многие другие виды спорта слабо профессионализованы, для успешного выступления на крупном соревновании требуется заниматься с полной самоотдачей, практически не имея времени на другую деятельность. Однако между этими ветвями спорта всё ещё есть разница, и профессиональный спорт отличается такими чертами:
- ориентация на те виды спорта, которые наиболее зрелищны и коммерчески выгодны;
- использование других источников финансирования, уготановление более высокое вознаграждения для спортсменов;
- создание всеобъемлющего шоу для зрителей и болельщиков — с использованием для этого рекламы, видеоповторов, побочных выступлений наподобие синхронного фигурного катания и чирлидинга;
- создание атмосферы конкуренции, более насыщенный календарь;
- различия в правилах допуска спортсменов и правилах соревнований;
- формирование спортивной элиты, системы социальной защиты спортсменов;
- другие режимы тренировок.

Традиционно профессиональный спорт считается помехой, антагонистом любительскому.
Опасность профессионализма спорта состоит в том, что он превращает спорт в «шоу-бизнес». Спортсмен теряет свою свободу и становится инструментом в руках коммерческого агента, который определяет, где он или она должны выступать и против кого, обращая особое внимание на доходы от продажи билетов и телеправ. Я лично ничего не имею против профессионального спорта. Но если на Олимпийские игры будут допущены профессионалы, то олимпийское движение попадёт в руки менеджеров и импресарио.Майкл Килланин, президент МОК, 1980
Впрочем, период активной жизни спортсмена недолог, а хорошим спортсменом надо ещё стать — поэтому профессиональный спорт обычно успешен там, где есть «опора» в виде массового спорта. С другой стороны, профессиональный спорт сам по себе даёт толчок массовому.

## История
Гонки колесниц требовали огромных затрат: четыре породистые лошади были не каждому по карману, поэтому умелых колесничих финансировали тогдашние дельцы; победителем считался не возница, а владелец упряжки. Достоверно известно, что в Византийской империи ситуация с гонками колесниц была похожа на современный футбол — были «цвета» команд, преданные болельщики и околоспортивные «разборки». Сходная ситуация была и с другими видами спорта; для большей зрелищности на Олимпийские игры даже стали допускать иностранцев.
Ситуация в средние века прослеживается только урывками. Тем не менее нечто напоминающее профессиональный спорт существовало (борцы-гастролёры, коррида). В XVIII веке появились боксёры-профессионалы. В середине XIX века, с появлением единых правил футбола, в Англии бизнесмены стали открыто платить футболистам; дошло даже до запрета на игру по найму. Примерно в то же время в США организовался профессиональный бейсбол; выпускали даже бейсбольные карточки — коллекционные карточки с изображениями популярных спортсменов.

### XX век
Пьер де Кубертен, основатель Олимпийских игр современности, превозносил любительский дух. Требования к спортсменам-любителям были жёсткие:
- не участвовать в соревнованиях на денежные призы и ставки;
- не получать поощрение в форме выплаты денег за участие в соревнованиях;
- не получать компенсацию за отпуск на соревнование;
- не быть профессиональным тренером.

Джим Торп, дважды чемпион 1912 года, был лишён своих медалей — выяснилось, что он полупрофессионально играл в бейсбол.
Автоспорт — чрезвычайно затратный вид спорта, так что уже в первые годы организаторы привлекали гонщиков крупными призами. Хотя первое крупное автоспортивное соревнование в США (кубок Вандербильта) проводилось на дорожной трассе, впоследствии США ушли в трековые гонки; не исключено, что из-за коммерческой выгоды. Первое регулярное соревнование по автогонкам стартовало именно в США — 500 миль Индианаполиса. Призом лучшему водителю были неслыханные 25 тыс. долларов.
Второе рождение профессиональный спорт получил с развитием телевидения. Кольцевые автогонки, которые большей частью игнорировались публикой из-за трудностей подъезда и незрелищности, получили небывалую популярность. В 1968 году антикрылья гоночных болидов стали нести табачную рекламу. Помогла коммерциализации европейских гонок деловая хватка Берни Экклстоуна. Примерно в то же время случился расцвет профессионального тенниса. В 1973 году открылся чемпионат мира по фигурному катанию среди профессионалов, организованный Диком Баттоном как телешоу.
Поскольку высочайшие достижения требуют от спортсмена профессионального подхода, с 1981 года из Олимпийской хартии было исключено любительство. В 1980-е годы в олимпийскую программу вошёл теннис — к тому времени полностью профессиональный. Слабо профессионализованными остались либо те виды спорта, в которых есть хорошо организованный чемпионат мира, невоспроизводимый в олимпийском формате (футбол), либо те, которые не стали профессиональными в международных масштабах (лёгкая атлетика, фигурное катание). В фигурном катании и поныне (2016) «перейти в профессионалы» синонимично «выйти на пенсию».

## Наиболее профессионализованные виды спорта

### Международные
- Автогонки
- Баскетбол
- Бильярд
- Бокс
- Велоспорт (шоссейный)
- Гольф
- Дартс
- Мотогонки
- Смешанные боевые искусства
- Теннис
- Футбол
- Хоккей с шайбой

### Национальные
- Американский футбол
- Бейсбол
- Боулинг
- Киберспорт
- Крикет
- Лапта
- Регби-15
- Родео